# Noctuinae
A Noctuinae a rovarok (Insecta) osztályának a lepkék (Lepidoptera) rendjéhez, ezen belül a bagolylepkefélék (Noctuidae) családjához tartozó alcsalád.

## Magyarországi fajok rendszerezése
Agriotini
- Agrotis Ochsenheimer, 1816
  - szürkés fűbagoly (Agrotis cinerea)
  - őszi földibagoly (Agrotis vestigialis)
  - vetési bagolylepke (Agrotis segetum)
  - zömök földibagoly (Agrotis clavis)
  - felkiáltójeles földibagoly (Agrotis exclamationis)
  - nagy fűbagoly (Agrotis ipsilon)
  - sárgászöld fűbagoly (Agrotis puta)
  - fésűs földibagoly (Agrotis crassa)
- Dichagyris Lederer, 1857
  - szigonyos földibagoly (Dichagyris candelisequa)
  - feketés földibagoly (Dichagyris nigrescens)
  - szürkésbarna földibagoly (Dichagyris forcipula)
  - pompás fűbagoly (Dichagyris signifera)
- Albocosta
  - szegélyes földibagoly (Albocosta musiva)
  - feketenyakú földibagoly (Albocosta flammatra)
- Actebia Stephens, 1829
  - homoki zöldbagoly (Actebia praecox)
- Parexarnis Boursin, 1946
  - pusztalakó földibagoly (Parexarnis fugax)
- Euxoa Hübner, 1821
  - vonalkás földibagoly (Euxoa vitta)
  - csíkos fűbagoly (Euxoa obelisca)
  - búzabagoly (Euxoa tritici)
  - közönséges földibagoly (Euxoa eruta)
  - bújkáló földibagoly (Eucoxa nigrofusca)
  - homoki fűbagoly (Euxoa segnilis)
  - feketeszárnyú bagolypille (Eucoxa nigricans)
  - hosszúszárnyú földibagoly (Eucoxa agricola)
  - vetési földibagoly (Eucoxa temera)
  - fehérsávos földibagoly (Euxoa hastifera)
  - pusztai földibagoly (Euxoa distinguenda)
  - sugaras földibagoly (Euxoa aquilina)
  - selymes földibagoly (Euxoa decora)
  - ezüstös földibagoly (Euxoa birivia)
- Rhyacia Hübner, 1821
  - lappangó földibagoly (Rhyacia latens)
  - hamvas földibagoly (Rhyacia simulans)
  - cifra földibagoly (Rhyacia lucipeta)
- Chersotis Boisduval, 1840
  - balkáni földibagoly (Chersotis rectangula)
  - sokszögű földibagoly (Chersotis multangula)
  - gyöngyös földibagoly (Chersotis margaritacea)
  - rézfényű földibagoly (Chersotis cuprea)
  - csillogó földibagoly (Chersotis fimbriola)
    - Chersotis fimbriola baloghi

Diarsiini
- Diarsia Hübner, 1821
  - pirosrojtú földibagoly (Diarsia mendica)
  - rózsásszárnyú földibagoly (Diarsia brunnea)
  - barnáspiros földibagoly (Diarsia dahlii)
  - gólyahírbagoly (Diarsia rubi)
- Peridroma Hübner, 1821
  - nagy földibagoly (Peridroma saucia)

Noctuini
- Axylia Hübner, 1821
  - vonalkás apróbagoly (Axylia putris)
- Ochropleura Hübner, 1821
  - fehérszegélyű fűbagoly (Ochropleura plecta)
  - mediterrán fűbagoly (Ochropleura leucogaster)
- Noctua Linnaeus 1758
  - nagy sárgafűbagoly (Noctua pronuba)
  - foltos sárgafűbagoly (Noctua orbona)
  - köztes sárgafűbagoly (Noctua interposita)
  - kis sárgafűbagoly (Noctua comes)
  - széles sávú sárgafűbagoly (Noctua fimbriata)
  - lappangó sárgafűbagoly (Noctua janthe)
  - zömök sárgafűbagoly (Noctua interjecta)
  - tarka sárgafűbagoly (Noctua janthina)
- Divaena Fibiger, 1997
  - hayward sárgafűbaglya (Divaena haywardi)
- Epilecta Hübner, 1821
  - karcsú sárgafűbagoly (Epilecta linogrisea)
- Spaelotis Boisduval, 1840
  - házibagoly (Spaelotis ravida)
- Opigena Boisduval, 1840
  - bronzos földibagoly (Opigena polygona)
- Graphiphora Ochsenheimer, 1816
  - feketekeretű földibagoly (Graphiphora augur)
- Metagnorisma Varga & Ronkay, 1987
  - őszi földibagoly (Metagnorisma depuncta)
- Eugraphe Hübner, 1821
  - tarka fűbagoly (Eugraphe sigma)
- Protolampra McDunnough, 1929
  - pirosbarna földibagoly (Protolampra sobrina)
- Paradiarsia McDunnough, 1929
  - rózsapiros lápibagoly (Paradiarsia punicea)
- Lycophotia Hübner, 1821
  - porfirbagoly (Lycophotia porphyrea)
  - csarabbagoly (Lycophotia molothina)
- Xestia Hübner, 1821
  - havasi fűbagoly (Xestia alpicola)
  - c-betűs fűbagoly (Xestia c-nigrum)
  - háromszöges földibagoly (Xestia triangulum)
  - feketefoltos földibagoly (Xestia ditrapezium)
  - sziklai földibagoly (Xestia ashworthii)
  - változékony fűbagoly (Xestia baja)
  - szürkésvörös földibagoly (Xestia sexstrigata)
  - rombuszos földibagoly (Xestia rhomboidea)
  - csarabos földibagoly (Xestia castanea)
  - tarka fűbagoly (Xestia xanthographa)
- Naenia Stephens, 1827
  - hálózatos sóskabagoly (Naenia typica)
- Eurois Hübner, 1821
  - óriás hegyibagoly (Eurois occulta)
- Anaplectoides McDunnough, 1929
  - zöld hegyibagoly (Anaplectoides prasina)
- Cerastis Ochsenheimer, 1816
  - vörhenyes tavaszibagoly (Cerastis rubricosa)
  - fehérjegyes tavaszibagoly (Cerastis leucographa)